# Eversley & California F.C.
Eversley & California F.C. là một câu lạc bộ bóng đá Anh đến từ Eversley, Bắc Hampshire. Câu lạc bộ hiện tại thi đấu ở Division One của Combined Counties League trên sân nhà Eversley Sports Association. California (ở Anh) là một phần của Finchampstead ở Berkshire mà có một đội bóng được hợp nhất năm 2012 và Eversley trở thành ngôi làng bên cạnh 2 đội bóng kình địch ở Fleet và Yateley.

## Lịch sử
Câu lạc bộ được thành lập năm 1910 với tên gọi Eversley và thi đấu ở các giải địa phương như Aldershot Senior League và Surrey County Intermediate League (Western) trước khi gia nhập giải đấu mới Surrey Elite Intermediate League vào mùa giải 2008–09. Họ vô địch ngay lần đầu tiên tham dự và thành công thăng hạng Division One của Combined Counties League. Đội bóng đổi tên thành tên hiện tại vào tháng 6 năm 2012 khi hợp nhất với California FC (xem California Country Park, Finchampstead).

## Sân vận động
Eversley & California chơi trên sân nhà Fox Lane, Eversley Cross, Eversley, Hampshire, RG27 0NS.
Sân vận động có khu vực sân rào chắn, chỗ đứng cứng và khán đài 57 chỗ ngồi.

## Danh hiệu

### Danh hiệu Mùa giải
- Surrey Elite Intermediate League[1]
  - Vô địch 2008–09

### Danh hiệu Cup
- Surrey Elite Intermediate League Cup:[4]
  - Vô địch (1): 2008–09

## Kỉ lục
- Vị thứ cao nhất Mùa giải:[5] thứ 5 ở Combined Counties Division One: 2011–12

## Huấn luyện viên cũ
1. Huấn luyện viên từng thi đấu hoặc dẫn dắt ở football league hoặc các giải nước ngoài tương đương cùng cấp độ.
2. Huấn luyện viên từng thi đấu quốc tế.

- Andy Clement

Ian Savage là một cựu huấn luyện viên, được thay thế bởi Mark Thomas.